# 桃園市立大崗國民中學
桃園市立大崗國民中學（英文：Da Gang Junior High School），簡稱大崗國中、崗中，位於台灣桃園市龜山區，鄰近長庚醫院及中央警察大學。

## 歷史
- 1972年：成立桃園縣立大崗國民中學。
- 1992年10月：桃園縣政府召開『配合中央警察大學擴大建校及大崗國中遷校說明會』，決議將大崗國中遷移，原校地讓予中央警察大學。
- 1996年9月：新校舍正式動土。
- 1998年：新校舍完工，8月正式遷入新校舍上課。
- 2014年12月25日：因應桃園縣升格改制為直轄市，更名為桃園市立大崗國民中學。

### 歷任校長
| 任期 | 姓名       | 任職日期  | 離職日期  | 備註                                                           |
| ---- | ---------- | --------- | --------- | -------------------------------------------------------------- |
| 1    | 黃良樹先生 | 1972年8月 | 1975年7月 | 原桃園縣立壽山國民中學教務主任升任，調回原校。                 |
| 2    | 王錫齡先生 | 1975年8月 | 1984年3月 | 原桃園縣立凌雲國民中學校長轉任，調任桃園縣立大漢國民中學。     |
| 3    | 徐彩春先生 | 1984年3月 | 1989年3月 | 原花蓮縣立三民國民中學校長轉任，調任桃園縣立新屋國民中學。     |
| 4    | 李芳松先生 | 1989年3月 | 1992年8月 | 原彰化縣立芳苑國民中學校長轉任，調任桃園縣立龍岡國民中學。     |
| 5    | 婁 立女士  | 1992年9月 | 1995年3月 | 原新竹縣立精華國民中學校長轉任，調任桃園縣立文昌國民中學。     |
| 6    | 蕭土龍先生 | 1995年3月 | 1999年7月 | 原桃園縣教育局督學轉任，調任桃園縣立大竹國民中學。             |
| 7    | 蔡丁遺先生 | 1999年8月 | 2001年7月 | 原桃園縣立瑞原國民中學校長轉任，調職桃園縣立大漢國民中學。     |
| 8    | 於家穀女士 | 2001年8月 | 2004年7月 | 原桃園縣立楊明國民中學學務主任升任，調任桃園縣立八德國民中學。 |
| 9    | 黃光雄先生 | 2004年8月 | 2007年7月 | 原桃園縣立自強國民中學教務主任升任，調任桃園縣立內壢國民中學。 |
| 10   | 陳妍伶女士 | 2007年8月 | 2010年7月 | 原桃園縣立楊梅國民中學總務主任升任，調任桃園縣立凌雲國民中學。 |
| 11   | 何信璋先生 | 2010年8月 | 2015年7月 | 原桃園縣立光明國民中學教務主任升任，調回原校。                 |
| 12   | 林永河先生 | 2015年8月 | 2018年7月 | 原桃園市立同德國民中學學務主任升任，調任桃園市立八德國民中學。 |
| 13   | 徐如君女士 | 2018年8月 | 現任      | 原桃園市立大坡國民中學學務主任升任。                           |

## 建築
全校分為行政大樓，一心樓，二聖樓，三達樓，四維樓，五育樓及六藝樓，另因配合桃園市政府桃園捷運體育大學站A7合宜住宅，將會帶來大量學子，擬增蓋新的教學大樓，以資學生使用。

## 學區
大崗里、大湖里、大華里、大坑里（全里）【為大崗、南崁國中共同學區】、樂善里、公西里、長庚里、文青里、
文化里、舊路里（全里）【為大崗、龜山國中共同學區】。

## 週邊
- 文欣國小
- 文華國小
- 桃園市立大崗高級中等學校（規劃中）
- 林口長庚紀念醫院
- 桃園市立文青國民中小學
- 長庚大學
- 長庚科技大學
- 中央警察大學
- 國立體育大學
- 環球購物中心桃園A8館
- 福容大飯店機場捷運A8館
- 中山高速公路林口交流道
- 桃園機場捷運長庚醫院站
- 桃園機場捷運林口站
- 華亞科技園區
- 林口工業區

## 外部連結
- 桃園市立大崗國民中學 （页面存档备份，存于）